# Фторид ванадия(V)
Фторид вана́дия(V) — неорганическое соединение, соль металла ванадия и фтористоводородной кислоты с формулой VF5, бесцветные кристаллы или бесцветная вязкая жидкость, энергично реагирует с водой. Ядовит.

## Получение
- Действие фтора на ванадий:

{\displaystyle {\mathsf {2V+5F_{2}\ {\xrightarrow {300^{o}C,p}}\ VF_{5}}}}
- Разложение тетрафторида ванадия:

{\displaystyle {\mathsf {2VF_{4}\ {\xrightarrow {T}}\ VF_{5}+VF_{3}}}}

## Физические свойства
Фторид ванадия(V) образует бесцветные кристаллы ромбической сингонии, пространственная группа P mcn, параметры ячейки a = 0,540 нм, b = 1,672 нм, c = 0,753 нм, Z = 8.
Разъедает стекло, «дымит» на воздухе.
Растворяется в этаноле, хлороформе, ацетоне.

## Химические свойства
- Реагирует с влагой из воздуха («дымит»):

{\displaystyle {\mathsf {VF_{5}+H_{2}O\ {\xrightarrow {}}\ VOF_{3}+2HF}}}
- Реагирует с водой:

{\displaystyle {\mathsf {2VF_{5}+5H_{2}O\ {\xrightarrow {}}\ V_{2}O_{5}\downarrow +10HF}}}
- При низкой температуре в концентрированной плавиковой кислоте реакция идёт иначе:

{\displaystyle {\mathsf {VF_{5}+2H_{2}O\ {\xrightarrow {0^{o}C}}\ H[V(OH)_{2}F_{4}]+HF}}}
- Реагирует с щелочами:

{\displaystyle {\mathsf {2VF_{5}+10NaOH\ {\xrightarrow {}}\ V_{2}O_{5}\downarrow +10NaF+5H_{2}O}}}
- С фторидами некоторых металлов образует гексафторованадаты:

{\displaystyle {\mathsf {VF_{5}+KF\ {\xrightarrow {}}\ K[VF_{6}]}}}